# 賢劫
贤劫（梵语：bhadrakalpa，巴利语：bhaddakappa），也称现在劫，是北傳佛教的专有名词，指包括释迦佛在内的千佛出现的现在劫。其与過去庄严劫、未來星宿劫相对应。

## 解释
过去的庄严劫，未来的星宿劫也会各有千尊佛降世。在《阿含經》中有數處提到過去、現在佛，其中有一部經名為《七佛經》。
过去七佛中，毗婆佛、弃佛、毗舍婆佛是庄严劫的最后三尊佛；拘留孙佛、拘那含佛、迦叶佛、释迦牟尼佛，已经在这一贤劫出现；贤劫还会有以弥勒佛为首的996尊佛在未来出现，其中最后一位是楼至如來。

## 賢劫諸佛
《華嚴經》提到，彌勒佛後將次第成佛的有：
師子如來、大法光幢如來、妙眼如來、清淨拘蘇摩華如來、妙華吉祥如來、提舍如來、弗沙如來、妙意如來、金剛如來、離垢如來、大月光如來、持炬如來、名稱如來、金剛楯如來、清淨義如來、見一義如來、紺身如來、超彼岸如來、寶焰光如來、寶焰山如來、持大炬如來、勝蓮華如來、出生蓮華如來、名稱聲如來、無量功德財如來、最勝燈吉祥如來、莊嚴身如來、妙稱量如來、慈吉祥如來、妙威儀如來、變化如來、無住如來、勝威光如來、無邊聲如來、勝怨敵如來、除疑惑如來、清淨如來、廣博光如來、出現清淨名稱如來、雲吉祥如來、種種色莊嚴頂髻如來、大樹王如來、一切寶如來、種種色如來、寶耳璫如來、堅牢智如來、大海慧如來、淨妙寶如來、蓮華冠如來、勝力士如來、願樂圓滿如來、蓮華鬘如來、大自在如來、吉祥主如來、最超勝如來、白栴檀雲如來、紺青廣博眼如來、微妙智如來、殊勝慧如來、觀察慧如來、熾盛王如來、堅固慧如來、莊嚴王如來、具足吉祥如來、喜師子王如來、自在天如來、自在師子王如來、最勝頂吉祥如來、金剛智吉祥如來、山光明如來、妙德藏如來、妙寶網如來、莊嚴身如來、住妙慧如來、智自在如來、大自在天王如來、無得相吉祥如來、清淨喜如來、善施惠如來、妙焰慧如來、水天吉祥如來、清淨智如來、得上味如來、乘高峯如來、自在功德如來、護世怨如來、興世語言如來、功德自在如來、威德幢如來、毘盧遮那妙幢如來、觀身性如來、離有香如來、修習香如來、種種分別妙身如來、妙廣博身如來、一切香焰王如來、種種色金剛摩尼嚴如來、微笑眼如來、離塵染如來、增長身如來、善變化聚集人天如來、廣大天如來、財天如來、無上天如來、順寂滅如來、開敷覺悟智如來、洗滌惑垢如來、大焰光王如來、寂諸有如來、毘舍佉天如來、金剛山如來、智焰光如來、大焰光身如來、作安樂如來、寂靜師子如來、圓滿清淨如來、清淨妙賢如來、名稱吉祥如來、勇猛精進如來、第一義行如來、寂靜光如來、最勝增上如來、甚深聲如來、一切大地主如來、紺青光如來、莊嚴王如來、妙音聲吉祥如來、殊勝如來、尊勝吉祥如來、最勝自在如來、無上醫王如來、功德月如來、微笑光如來、無礙光如來、功德聚如來、月高現如來、日天如來、無畏稱如來、出諸有如來、勇猛名稱如來、焰光面如來、娑羅王如來、名稱聚如來、最勝如來、藥王如來、寶勝如來、金剛慧如來、白淨吉祥如來、寂靜住處如來、摩尼王如來、無能勝如來、無能映蔽如來、眾會王如來、大名稱如來、速疾受持如來、無量光如來、大願光如來、不空自在王如來、法自在王如來、高勝焰光如來、不退轉地如來、清淨天如來、妙善天如來、堅固行毀譽不動如來、一切善友如來、解脫音如來、遊戲王如來、滅邪曲如來、薝蔔淨光如來、最勝德如來、極勝月如來、執明炬如來、殊妙身如來、不可說如來、最清淨如來、友安眾生如來、無量光明如來、無畏音聲如來、水天功德如來、不動慧光如來、拘蘇摩華勝如來、寶月焰光如來、不退轉慧如來、離愛染如來、無著慧如來、集功德蘊如來、滅惡趣如來、不怯怖如來、普散華如來、師子吼如來、得第一義如來、得種種義如來、見無障礙如來、摧伏他眾如來、疾風行如來、不動性如來、離分別海如來、無能勝如來、端嚴海如來、須彌山如來、香風智如來、無邊座如來、鬪戰勝如來、無能行如來、清淨住如來、最上施如來、隨順慈悲生如來、常月如來、饒益王如來、不動蘊如來、極妙意如來、隨順攝智如來、極高受如來、焰光身如來、無比名如來、饒益慧如來、持壽如來、滅我慢如來、種種色相如來、具足名稱如來、大威德力如來、無滅如來、不動天如來、不思議吉祥如來、解脫月如來、最上王如來、滿月蘊如來、梵供養如來、不動眼如來、希有身如來、無相慧如來、愛境界如來、極超過如來、高上事業如來、寶法慧如來、順先古如來、無上吉祥如來、無勝梵天如來、不思議功德光如來、無上法境界如來、無邊際賢如來、普順自在如來、極尊勝天如來，如是乃至樓至如來